# Oriolus larvatus
Oriolus larvatus là một loài chim trong họ Oriolidae.